# William Fairbairn
William Fairbairn (né le 17 février 1789 et mort le 18 août 1874), 1er baronnet, est un ingénieur écossais.

## Biographie
Fairbairn naît à Kelso en Écosse. Fils d’un fermier il ne reçoit qu’une instruction élémentaire. Dans son enfance il montre quelques aptitudes à la mécanique. À l’âge de seize ans il commence à travailler comme ouvrier à la construction d’un pont, ouvrage dirigé par John Rennie, mais il doit rapidement abandonner à cause d'une blessure sérieuse à la jambe. Il trouve ensuite un emploi comme apprenti dans la construction de machine pour des usines à Newcastle upon Tyne pendant cinq ans. Il y rencontre George Stephenson avec qui il reste lié jusqu’à la fin de sa vie. Durant cette période il étudie durant son temps libre. À la fin de son apprentissage il voyage, tout en travaillant dans les villes où il s’arrête, dans le sud de l’Angleterre, du pays de Galles et en Irlande. En 1813, il arrive à Manchester où il travaille avec Adam Parkinson et Thomas Hewes. Il se marie vers 1815. Fairbairn est autodidacte, il rejoint l’Institution of Civil Engineers en 1830.

## Le constructeur de navires
En 1817, il fonde avec James Lillie une entreprise de construction de machinerie destinée à équiper des filatures de coton. Quand l’industrie du coton entre en récession, la société se tourne vers la fabrication de bateaux. En 1832 Lillie quitte la société.
En Grande-Bretagne, dans les années 1820, le train commence à concurrencer les autres moyens de transports. Une société gérant les canaux et le transport sur ces voies de communications embauche Fairbairn pour expérimenter la construction de bateaux en fer mus à la vapeur. Seuls quelques bateaux en fer avaient déjà été construits, lorsque Fairbairn construit le Lord Dundas pouvant transporter de 100 à 150 passagers. À la suite de ces essais, il publie Remarks on Canal Navigation. Le succès des essais permet la construction de huit autres bateaux. Il est peu pratique de construire ces éléments à Manchester, ville à l’intérieur des terres, puis de les transporter et de les réassembler dans un port, aussi Fairbairn déplace-t-il la construction des éléments des navires à Millwall, Londres. Là, il construit plus de 80 bateaux dont le Pottinger de 1 250 tonneaux pour la Peninsular and Oriental Company et le Megæra ainsi que d’autres navires pour le gouvernement britannique. Il se retire de cette branche d’activité vers 1848.

## Ingénierie des structures

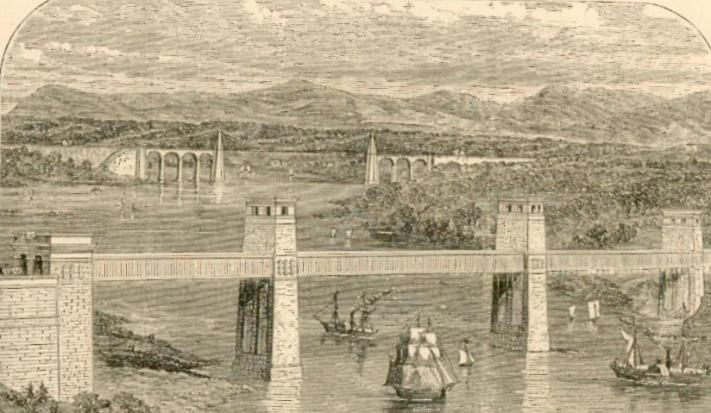
Le pont Britania au XIX.

Fairbairn s’appuie sur ses compétences en construction de bateaux en fer pour l’étude des structures. Durant les années 1820 et 1830 il étudie avec Eaton Hodgkinson la section optimale des poutres à utiliser pour la construction d’ouvrage d’art en fer. Ils conçoivent par exemple le seul pont en fer de la première ligne de chemin de fer Liverpool-Manchester ouverte en 1830. Dans les années 1840 il travaille avec Hodgkinson pour Robert Stephenson, fils de son ami George, comme conseiller lors de la construction du pont Britannia : après de nombreux essais, c’est la conception de Fairbairn, un pont tubulaire de section carrée qui est retenu. Ce pont restera en service jusqu’en 1970, date à laquelle un incendie le rendra impraticable. Le pont ferroviaire de Conwy est aussi construit sur le même modèle. Les coûts élevés de ce type de pont les feront abandonner peu à peu.

## Défaillance structurelle
Fairbairn est un des premiers ingénieurs à étudier de façon systématique les défaillances structurelles. D’abord dans le domaine des machines à vapeur, à la suite de plusieurs accidents, il étudie la résistance à l’écrasement de tubes soumis à une pression externe. Il montre que cette résistance est proportionnelle à la longueur du tube, jusqu’alors cette résistance était considérée comme indépendante de la longueur du tube. Il propose une modification simple : l’ajout d’anneaux rivetés à intervalles réguliers sur les tubes, pour en augmenter la résistance (On the Resistance of Tubes to collapse, 1858, Proceedings of the Royal Society). Dans un autre rapport il condamne l’utilisation de poutrelles en fer forgé pour renforcer les poutres maîtresses en fonte de ponts ; Robert Stephenson ne l’écoutera pas : un des ponts qu’il construit, sur la rivière Dee, s’effondre quelques années après sa construction. Fairbairn étudie aussi des effondrements de planchers lourdement chargés soutenus par des poutres en fonte dans des manufactures britanniques.
Son apport le plus connu en ingénierie est la première étude systématique de la fatigue du métal. À la demande du parlement du Royaume-Uni il fabrique une machine pour tester la résistance à la rupture de pièces de fer forgé ayant été soumises à des chargements cycliques (Experiments to determine the effect of impact, vibratory action, and long continued changes of load on wrought iron girders, 1864, Philosophical Transactions of the Royal Society, London vol. 154, p311).
En 1873, après l’abandon d’un navire qu’il avait construit, le Megæra, il publie On the Durability and Preservation of Iron Ships, and on Riveted Joints, une étude comparative de la résistance structurelle de plaques assemblé par rivetage à la main ou à la machine et de l’influence de la forme des rivets.

## Honneurs
- Président de la Manchester Literary and Philosophical Society, (1855-1860) ;
- Médaille royale en 1860 ;
- Baronnet d’Ardwick le 2 novembre 1869 ;
- Une statue dans le Manchester Town Hall.

## Publications
- An Account of the Construction of the Britannia and Conway Tubular Bridges, (1849)
- On the Application of Cast and Wrought Iron for Building Purposes, New York, John Wiley (1854)
- Useful Information for Engineers, Longmans, London (1856)
- On the Resistance of Tube to collapse, 1858, Proceedings of the Royal Society
- Experimental researches to determine the density of steam at all temperatures, and to determine the law of expansion of superheated steam, Bakerian Lecture, 1859
- Experiments to determine the effect of impact, vibratory action, and long continued changes of load on wrought iron girders, 1864, Philosophical Transactions of the Royal Society, London vol. 154, p311
- Treatise on Iron Shipbuilding, Longmans, Green, 1865
- The Life of Sir William Fairbairn, Bart., (ed. W. Pole, 1877)  (ISBN 978-0715348901) (lire en ligne)